# Лі Джу Хо
Лі Джу Хо (кор.: хангиль: 이주호; нар. 17 лютого 1961) — в.о. президента Південної Кореї (з 2 травня 2025 по 3 червня 2025) та прем'єр-міністра Південної Кореї (з 2 травня 2025), корейський політик.

## Біографія
Народився 17 лютого 1961 року в Тегу, Республіка Корея. Закінчив Середню школу Чонгу. Надалі здобув три ступені з економіки — бакалавра (1983) і магістра (1985) Сеульського національного університету, а також докторський ступінь Корнельського університету (1990).

## Кар'єра
З червня 1990 по грудень 1991 був старшим науковим співробітником Корейського інституту національних економічних систем. Потім до грудня 1997 був науковим співробітником KDI, а з січня 1998 по червень 2003 — доцент Школи державної політики та управління KDI.
З жовтня 1998 року по грудень 2000 року також був членом Комітету з обговорення політики в галузі освіти Міністерства освіти. З червня 2001 по травень 2004 року — директор Корейського товариства професійної освіти. З липня 2001 до серпня 2002 року був деканом з академічних питань у Школі державної політики та управління KDI. У березні 2002 року був обраний директором Корейської асоціації економіки праці, пропрацювавши на посаді до травня 2004 року. З вересня 2002 по червень 2003 — почесний професор Університету Колгейт, США. У червні 2003 року повернувся викладати як професор у Школу державної політики та управління KDI. З липня 2003 до травня 2004 року був директором Школи державної політики та управління KDI.

## Політична кар'єра
У травні 2004 року був обраний членом 17-го Національних зборів від «Партії великої країни». Залишив парламентське місце в лютому 2008 року.
З грудня 2007 по лютий 2008 року — секретар підкомітету із соціальної освіти та культури 17-го президентського перехідного комітету. З лютого 2008 по червень 2008 року обіймав посаду старшого секретаря президента Лі Мьон Бака з питань освіти, науки та культури. У січні 2009 року був призначений першим заступником міністра освіти, науки та технологій, а у серпні 2010 року міністром освіти, науки та технологій. Працював на посаді до березня 2013 року. З вересня 2018 по вересень 2022 — директор Ульсанського університету. З квітня 2020 по 2022 рік — голова Азіатської асоціації освіти.
7 листопада 2022 року був призначений заступником прем'єр-міністра з соціальних питань — міністром освіти при адміністрації Юн Сок Йоля.
14 грудня 2024 року президент Юн був підданий імпічменту, після чого виконання його обов'язків на себе прийняв прем'єр-міністр Хан Док Су. Проте вже 27 грудня сам Хан також піддався імпічменту, через що виконувачем обов'язків президента країни було призначено заступника прем'єр-міністра — міністра фінансів Чхве Сан Мок. Вважалося, що у випадку імпічменту Чхве, наступним у черзі на наступність посади президента є Лі Джу Хо. 20 березня 2025 року лідер фракції «Демократичної партії» у Національних зборах Пак Чан Де заявив, що партія прийняла рішення розпочати процедуру імпічменту щодо виконувача обов'язків президента Чхве. Проте вже 24 березня Конституційний суд відхилив імпічмент Хан Док Су, поставивши його на посаду виконувача обов'язків президента. 1 травня 2025 року Хан Док Су оголосив про свою відставку з метою участі у президентських виборах. Перший віце-прем'єр Чхве Сан Мок також подав у відставку за кілька хвилин до голосування Національних зборів за пропозицію про його імпічмент. У ситуації виконання обов'язків президента і прем'єр-міністра взяв Лі Джу Хо.
На посаді тимчасового президента Лі доручив військовим підвищити рівень готовності до «вищого рівня» і закликав до ретельної підготовки, щоб забезпечити «упорядковане» і «справедливе» проведення президентських виборів 3 червня. Він також доручив виконувачу обов'язків міністра оборони Кім Сон Хо ретельно контролювати військову ситуацію і підвищити рівень готовності країни до найвищого рівня, щоб мати можливість «швидко і рішуче» реагувати на будь-які види провокацій, а також доручив усім державним службовцям дотримуватися суворої дисципліни у своїй роботі і політичний нейтралітет напередодні президентських виборів.